# ISO 3864
La ISO 3864 è una norma tecnica internazionale sviluppata dall'Organizzazione internazionale per la normazione (ISO) che stabilisce i requisiti grafici (forma e colore) e di progettazione che deve possedere la segnaletica di sicurezza da adottare nei luoghi di lavoro e nelle aree pubbliche ai fini della prevenzione degli infortuni, della protezione antincendio, delle informazioni sui rischi per la salute e la sicurezza, e dell'evacuazione di emergenza.
Tale norma non è applicabile alla segnaletica utilizzata nell'ambito dei trasporti su strada, ferrovia, fiume, in mare e per via aerea, in quanto per questi ambiti esiste una regolamentazione della segnaletica differente.

## Contenuti
La norma è suddivisa in quattro parti:
- ISO 3864-1 Graphical symbols — Safety colours and safety signs — Part 1: Design principles for safety signs and safety markings:[1] spiega come disporre i componenti della segnaletica di sicurezza, detta lo schema dei colori e fornisce informazioni sulle dimensioni da adottare.
- ISO 3864-2 Graphical symbols — Safety colours and safety signs — Part 2: Design principles for product safety labels:[2] copre gli stessi concetti della prima parte, ma in particolare per le etichette applicate su macchinari, veicoli e beni di consumo.
- ISO 3864-3 Graphical symbols — Safety colours and safety signs — Part 3: Design principles for graphical symbols for use in safety signs:[3] contiene una guida per la progettazione di nuovi simboli di sicurezza.
- ISO 3864-4 Graphical symbols — Safety colours and safety signs — Part 4: Colorimetric and photometric properties of safety sign materials:[4] specifica gli standard per il materiale fosforescente e i colori di un segnale, nonché i test per confermare che questi segnali soddisfino i requisiti richiesti dallo standard.

## Requisiti della segnaletica stabiliti dalla ISO 3864

### Colori
Questi sono i colori specificati nella norma ISO 3864-4, con la relativa codifica nella scala di colori RAL:
| Significato                         | Nome RAL       | Numero RAL | RGB Hex | Esempio di colore |
| ----------------------------------- | -------------- | ---------- | ------- | ----------------- |
| Avviso                              | Giallo segnale | 1003       | #F9A900 |                   |
| Divieto/Apparecchiatura antincendio | Rosso segnale  | 3001       | #9B2423 |                   |
| Obbligo                             | Blu segnale    | 5005       | #005387 |                   |
| Condizione sicura                   | Verde segnale  | 6032       | #237F52 |                   |
| Sfondi e simbolo                    | Bianco segnale | 9003       | #ECECE7 |                   |
| Simbolo                             | Nero segnale   | 9004       | #2B2B2C |                   |

Inoltre, lo standard ISO 3864-2 stabilisce i seguenti colori che corrispondono a diversi livelli di rischio:
| Significato              | Colore di sfondo del segnale | Colore di contrasto | Definizione                                      | RGB Hex | Esempio di colore |
| ------------------------ | ---------------------------- | ------------------- | ------------------------------------------------ | ------- | ----------------- |
| Livello di rischio basso | Giallo                       | Nero                | RAL 1003 (per ISO 3864-4)                        | #F9A900 |                   |
| Livello di rischio medio | Arancione                    | Nero                | RAL 2010, Munsell 2,5YR6/14G, o Munsell 5YR6/15G | #D05D29 |                   |
| Livello di rischio alto  | Rosso                        | Bianco              | RAL 3001 (per ISO 3864-4)                        | #9B2423 |                   |

### Frecce
La ISO 3864-3 definisce quattro tipi di disegni di frecce e specifica in quali situazioni ogni tipo dovrebbe essere utilizzato.
| Tipo di freccia | Immagine della freccia | Significato                                | Angolo della punta della freccia in gradi |
| --------------- | ---------------------- | ------------------------------------------ | ----------------------------------------- |
| A               |                        | Movimento generale di oggetti              | 60°                                       |
| B               |                        | Direzione di rotazione                     | 60°                                       |
| C               |                        | Movimento di forze; pressioni, fluidi, gas | 84°                                       |
| D               |                        | Movimento di persone                       | 84° - 86°                                 |

### Marcature di sicurezza
La prima parte della norma ISO 3864 fornisce anche standard di progettazione per le "marcature di sicurezza", che sono costituite da colori di sicurezza combinati con un colore contrastante in un motivo a strisce alternate a 45°, destinati ad aumentare la visibilità di un oggetto, una zona o un messaggio di sicurezza.
| Marking    | Colours      | Meaning                                                            |
| ---------- | ------------ | ------------------------------------------------------------------ |
| borderless | Giallo/Nero  | Indica l'ubicazione di un pericolo                                 |
| borderless | Rosso/Bianco | Indica l'ubicazione dell'attrezzatura antincendio o di un divieto. |
| borderless | Blu/Bianco   | Obbligo                                                            |
| borderless | Verde/Bianco | Condizione sicura                                                  |

### Progettazione dei segnali
Oltre a prescrivere i colori per la segnaletica di sicurezza, la norma ISO 3864 specifica anche come disporre gli elementi del segnale, ovvero un simbolo grafico e un "segnale supplementare" facoltativo che contiene il messaggio di testo supplementare.

Esempi di layout di segnaletica secondo la norma ISO 3864
Segnale di obbligo in formato verticale.
Segnale di obbligo in formato orizzontale, con la casella di testo a destra del simbolo.
Segnale di protezione antincendio in formato verticale.
Segnale di protezione antincendio in formato verticale orizzontale, con la casella di testo a destra del simbolo.

Nel caso in cui è necessario comunicare più di un messaggio all'interno dello stesso segnale, la norma ISO 3864 fornisce anche una guida per "segnali multipli", che consistono in due o più simboli e messaggi di testo combinati in un unico segnale. Inoltre, i segnali di protezione antincendio e condizioni di sicurezza, che indicano la posizione delle attrezzature antincendio o delle uscite di emergenza, possono essere combinati con una freccia per indicare la direzione verso la quale si trova l'elemento raffigurato sul segnale.

Esempi di layout di segnali multipli secondo la norma ISO 3864
Segnale multiplo di pericolo e obbligo in formato verticale
Segnale multiplo di pericolo, divieto e obbligo in formato orizzontale
Segnale per indicare l'ubicazione di un'uscita di emergenza con freccia rivolta verso l'alto a sinistra
Segnale per indicare l'ubicazione di un estintore, combinato con una freccia a destra

## Norme correlate
Tale norma è utilizzata come base di partenza per definire i pittogrammi utilizzati dalla norma ISO 7010 o anche per progettare pittogrammi differenti dalla ISO 7010, ma che soddisfino comunque i principi di base della ISO 3864.
Lo standard americano corrispondente alla norma ISO 3864 è la norma ANSI Z535. ANSI Z535.1 utilizza anche esplicitamente più livelli di pericolo, tra cui giallo (Pantone 109) per i messaggi di "CAUTION" ("AVVISO") e arancione (Pantone 151) per i messaggi di "WARNING" ("ATTENZIONE", di significato più forte rispetto a quelli di avviso).